# کاسپین (میشیگان)
کاسپین، میشیگان (به انگلیسی: Caspian, Michigan) یک شهر در ایالات متحده آمریکا با جمعیت ۹۰۶ نفر است که در میشیگان واقع شده‌است.

## موقعیت جغرافیایی
موقعیت جغرافیایی شهرها و مناطق اطراف به شرح زیر است: